# Богучар
Богучар (рус. Богучар) град је у Русији у Вороњешкој области. Према попису становништва из 2010. у граду је живело 11811 становника.

## Географија
Површина града износи 13 km².

## Становништво
| 1939. | 1959. | 1970. | 1979. | 1989. | 2002.  | 2010.  |
| ----- | ----- | ----- | ----- | ----- | ------ | ------ |
| 4.300 | 3.444 | 6.606 | 7.277 | 8.499 | 13.756 | 11.811 |